# Теорема Эйлера о четырёхугольниках

Теорема Эйлера о четырёхугольниках (также закон Эйлера для четырёхугольников) — теорема планиметрии, названная в честь Леонарда Эйлера (1707—1783 гг.), которая описывает соотношение между сторонами выпуклого четырёхугольника и его диагоналями. Теорема является обобщением тождества параллелограмма, которое, в свою очередь, можно рассматривать как обобщение теоремы Пифагора; поэтому иногда используется название теорема Эйлера — Пифагора.

## Теорема и специальные случаи
Для выпуклого четырёхугольника со сторонами {\displaystyle a,b,c,d} и диагоналями {\displaystyle e} и {\displaystyle f}, середины которых соединены отрезком {\displaystyle g}, выполняется равенство:
{\displaystyle a^{2}+b^{2}+c^{2}+d^{2}=e^{2}+f^{2}+4g^{2}}
Если четырёхугольник является параллелограммом, то средние точки диагоналей совпадают и соединяющий их отрезок {\displaystyle g} имеет длину, равную 0. Кроме того, у параллелограмма длины параллельных сторон равны, так что в таком случае теорема Эйлера сводится к формуле:
{\displaystyle 2a^{2}+2b^{2}=e^{2}+f^{2}}
каковая называется тождеством параллелограмма.
Если четырёхугольник является прямоугольником, то равенство ещё более упрощается, поскольку теперь две диагонали равны:
{\displaystyle 2a^{2}+2b^{2}=2e^{2}}
Деление на 2 даёт теорему Эйлера — Пифагора:
{\displaystyle a^{2}+b^{2}=e^{2}}
Другими словами: для прямоугольника отношение сторон четырёхугольника и его диагоналей описывается теоремой Пифагора.

## Альтернативные формулировки и расширения

Теорема Эйлера для параллелограмма

Эйлер вывел вышеописанную теорему как следствие другой теоремы, которая, с одной стороны, менее элегантна, так как требует добавления ещё одной точки, но, с другой стороны, даёт большее понимание свойств четырёхугольника.
Для заданного выпуклого четырёхугольника {\displaystyle ABCD} Эйлер ввёл дополнительную точку {\displaystyle E}, такую, что {\displaystyle ABED} образует параллелограмм; тогда выполняется следующее равенство:
{\displaystyle |AB|^{2}+|BC|^{2}+|CD|^{2}+|AD|^{2}=|AC|^{2}+|BD|^{2}+|CE|^{2}}
Расстояние {\displaystyle |CE|} между дополнительной точкой {\displaystyle E} и точкой {\displaystyle C} четырёхугольника, соответствует отрезку, который не являются частью параллелограмма. Длину этого отрезка можно рассматривать как меру отличия рассматриваемого четырёхугольника от параллелограмма, или, другими словами, как меру правильности члена {\displaystyle |CE|^{2}} в исходном равенстве тождества параллелограмма.
Поскольку точка {\displaystyle M} является серединой отрезка {\displaystyle AC}, то получаем {\displaystyle {\tfrac {|AC|}{|AM|}}=2}. Точка {\displaystyle N} является серединой отрезка {\displaystyle BD}, и она также является серединой отрезка {\displaystyle AE}, поскольку {\displaystyle AE} и {\displaystyle BD} являются диагоналями параллелограмма {\displaystyle ABED}. Отсюда получаем {\displaystyle {\tfrac {|AE|}{|AN|}}=2}, и, следовательно, {\displaystyle {\tfrac {|AC|}{|AM|}}={\tfrac {|AE|}{|AN|}}}. Из теоремы Фалеса (и обратной) следует, что {\displaystyle CE} и {\displaystyle NM} параллельны. Тогда {\displaystyle |CE|^{2}=(2|NM|)^{2}=4|NM|^{2}}, откуда и следует теорема Эйлера.
Теорему Эйлера можно расширить на множество четырёхугольников, которое включает пересекающиеся и непланарные. Она выполняется для так называемых обобщённых четырёхугольников, которые состоят из четырёх произвольных точек в пространстве {\displaystyle \mathbb {R} ^{n}}, связанных рёбрами с образованием графа-цикла.